# Margherita Sarfatti
Margherita Sarfatti (Veneza, 8 de abril de 1880 — Cavallasca, 30 de outubro de 1961) foi uma jornalista, crítica de arte, mecena, colecionadora e socialite judia-italiana, conhecida por ser uma das amantes de Benito Mussolini.
Nascida Margherita Grassini, filha de um rico advogado judeu, cresceu em um palácio situado em Veneza e foi educada por professores particulares. No entanto, logo cedo foi sendo atraída pelos ideais socialistas, vindo a fugir da casa de seus pais aos 18 anos para se casar com Cesare Sarfatti, um advogado de Pádua muitos anos mais velha que ela. Em 1902 o casal mudou-se para Milão.
Em 1911, Margherita Sarfatti conheceu, e começou um caso com, Benito Mussolini. Como uma mulher muito educada e intelectual, desempenhou um papel importante na ascensão do fascismo, sendo rejeitada quando seu amante tornou-se antissemita, incapaz de creditar uma mulher judia como sua colaboradora na construção de uma nova ideologia. O fascismo não era inerentemente antissemita, porém quando a conquista da Etiópia fez opróbrio à Liga das Nações, Mussolini encontrou consolo em Adolf Hitler e sua maneira de pensar. Para bajular Hitler, as leis raciais foram aprovadas em 1938 e Sarfatti necessariamente teve de deixar Mussolini.
Em 1938, Sarfatti deixou a Itália para viver na Argentina, e posteriormente, no Uruguai; trabalhou como jornalista em Montevidéu. Após a guerra, em 1947, Sarfatti retornou ao seu país de origem e tornou-se novamente uma força influente na arte italiana.